# Castelmantova
Castelmantova è un castello situato a Campremoldo Sotto, frazione del comune italiano di Gragnano Trebbiense in provincia di Piacenza. L'edificio è situato in aperta pianura Padana sulla sponda destra del torrente Luretta.

## Storia
Sul sito in cui sorge il castello, si trovava una precedente fortificazione, risalente forse al Duecento, che fu coinvolta nei combattimenti tra le fazioni guelfa e ghibellina e, negli anni '20 di quel secolo, venne espugnata e saccheggiata dai guelfi, in un'azione culminata con l'incendio del castello. Di questo edificio non rimangono tracce visibili. All'inizio del XV secolo Francesco Borla, medico del duca di Milano, ottenne da questi la concessione a ricostruire il fortilizio.
Il castello, che nel 1636 era stato incendiato a seguito di operazioni militari nelle quali era stato coinvolto, rimase di proprietà della famiglia Borla fino alla morte di Giovanni Batista Borla, che avvenne in quello stesso anno. Entrato a far parte delle proprietà della Camera Ducale farnesiana, nel 1658 venne autorizzata la sua cessione a Giovanni Pietro Savini, che comprava l'edificio per sé e per Giulia Del Sole, la quale rivestiva la carica di tutrice dei figli del Savini. Due anni più tardi il castello venne venduto dai Del Sole a Gian Giacomo Civardi, che avviò lavori di ricostruzione.
Il castello rimase di proprietà dei conti Civardi sino al 1854 quando venne venduto da parte del conte Giacomo Civardi a Carlo Besini, nobile originario di Modena e residente a Mantova, che lo ribattezzò Castelmantova a ricordo della città lombarda. Agli inizi del XX secolo l'edificio passò nelle proprietà dei signori Sutti-Guasconi ai quali rimase fino al 1925, quando fu ceduto a Carlo Prati.

## Struttura
Il complesso, pesantemente rimaneggiato nei secoli, presenta una struttura a forma quadrata, caratterizzata dalla presenza di due torri poste sugli angoli, diagonalmente tra loro. Dell'originaria struttura castrense sono visibili i resti della pusterla, dotata di ponte levatoio e posta nella torre meridionale, alcune bocche da fuoco e una porzione della cordonatura a toro posta lungo il fossato, la cui presenza, lungo i lati sud e est della costruzione, era ancora documentata negli ultimi anni del XVIII secolo. I resti del ponte levatoio sono uno dei pochi elementi presenti nella costruzione originale ancora visibili.
Il castello presenta un cortile interno, dotato di portico e loggiato su tre lati posto sia al piano terra che al primo piano. Gli spazi tra le colonne sono scanditi da lesene toscane che hanno la funzione di sorreggere gli architravi, il primo dei quali svolge la funzione di parapetto del piano superiore, mentre il secondo svolge la funzione di supporto al cornicione di gronda.
Il castello è circondato da un parco, all'interno del quale si trova una cappella, caratterizzata dalla facciata in stile barocco a doppio ordine di lesene, che conserva al suo interno alcuni dipinti, opera del pittore Giovan Battista Ferrari, realizzati nel 1885 e raffiguranti alcuni membri della famiglia Besini, nonché alcuni contadini.